# ديانا غارسيا (كاتبة)
ديانا غارسيا (بالإنجليزية: Diana Garcia)‏ هي كاتِبة وشاعرة أمريكية، ولدت في 1950 في سان هواكين فالي في الولايات المتحدة.